# 53rd Wing

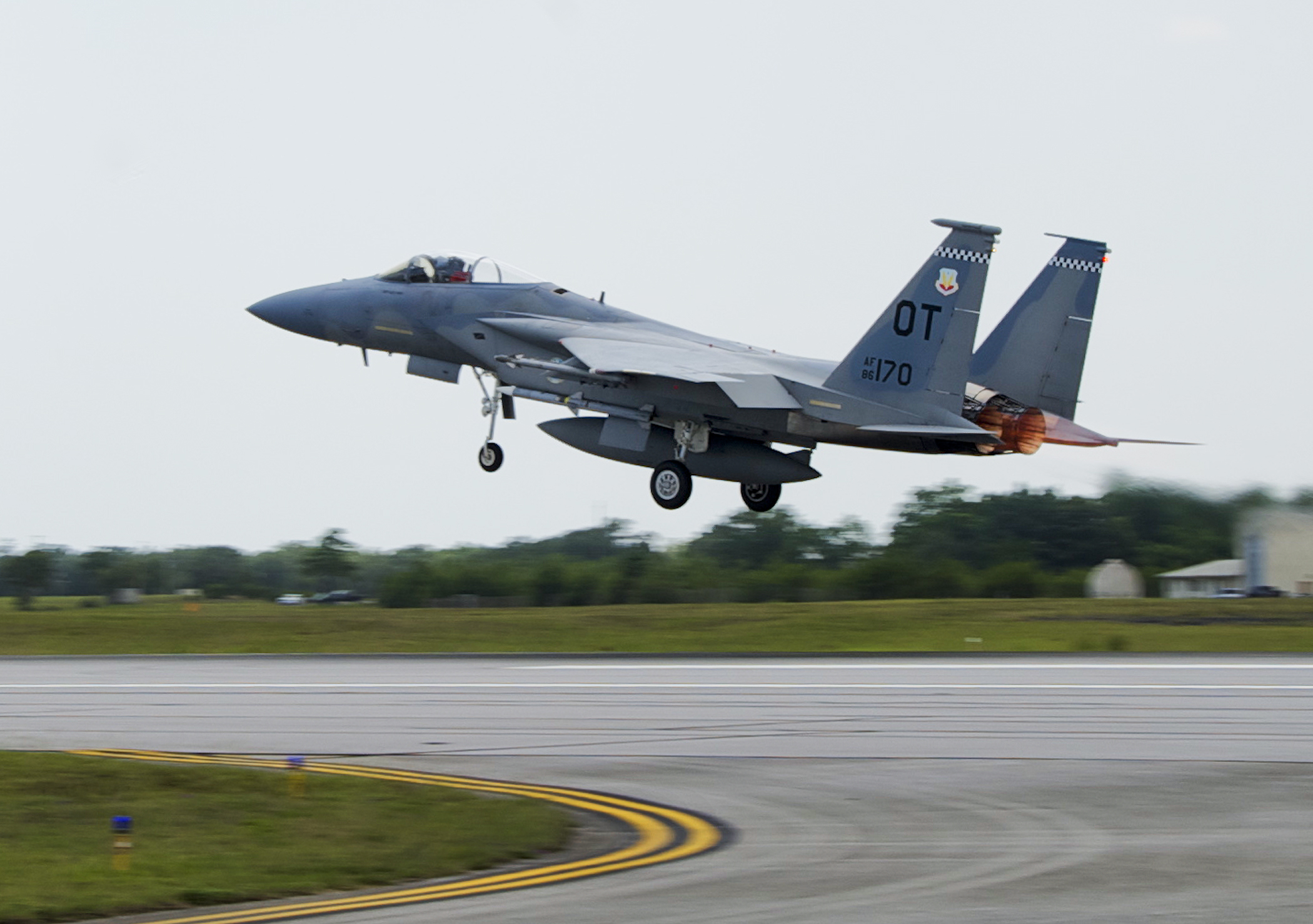
F-15C dello 85th TES

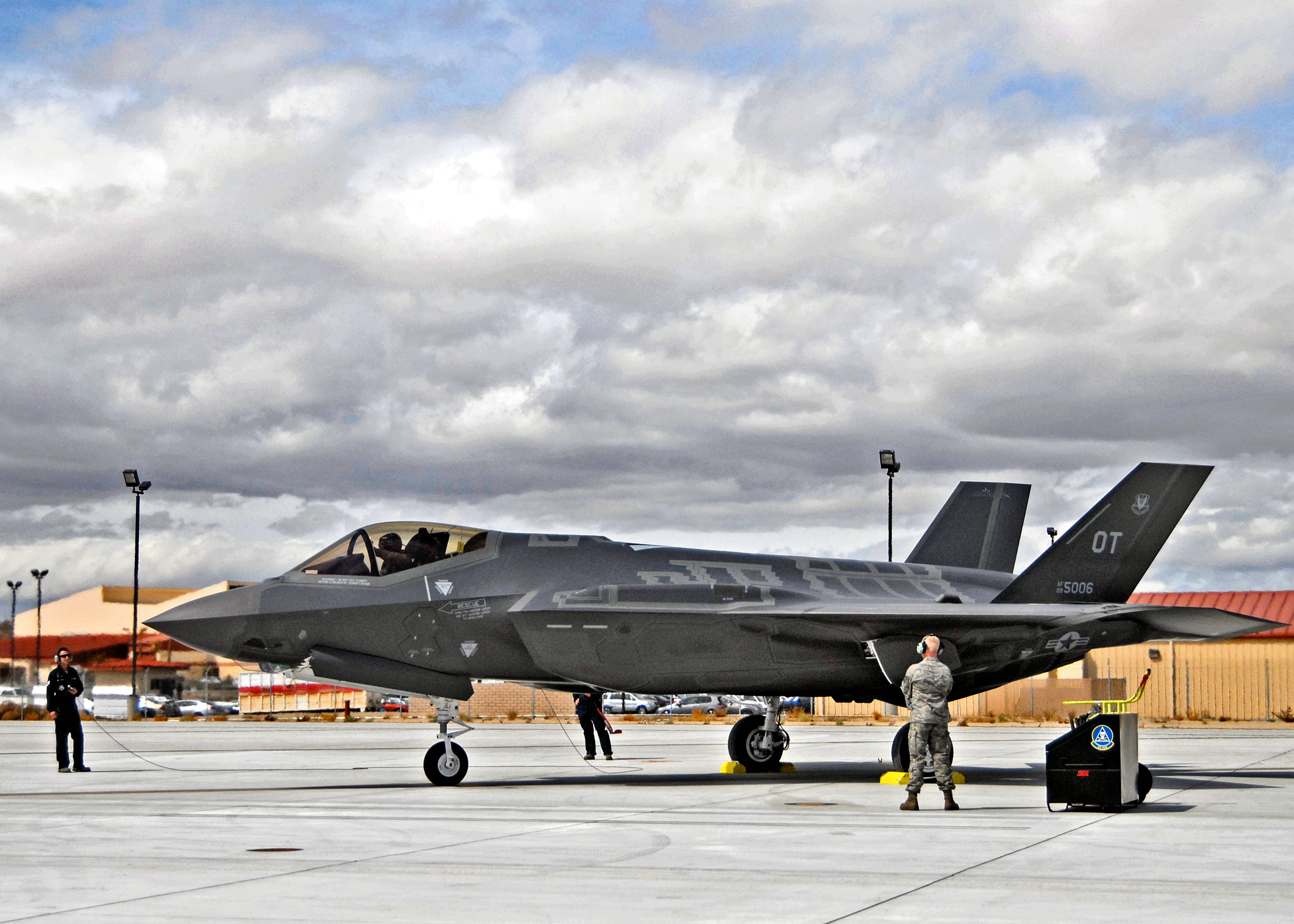
F-35A dello 31st TES

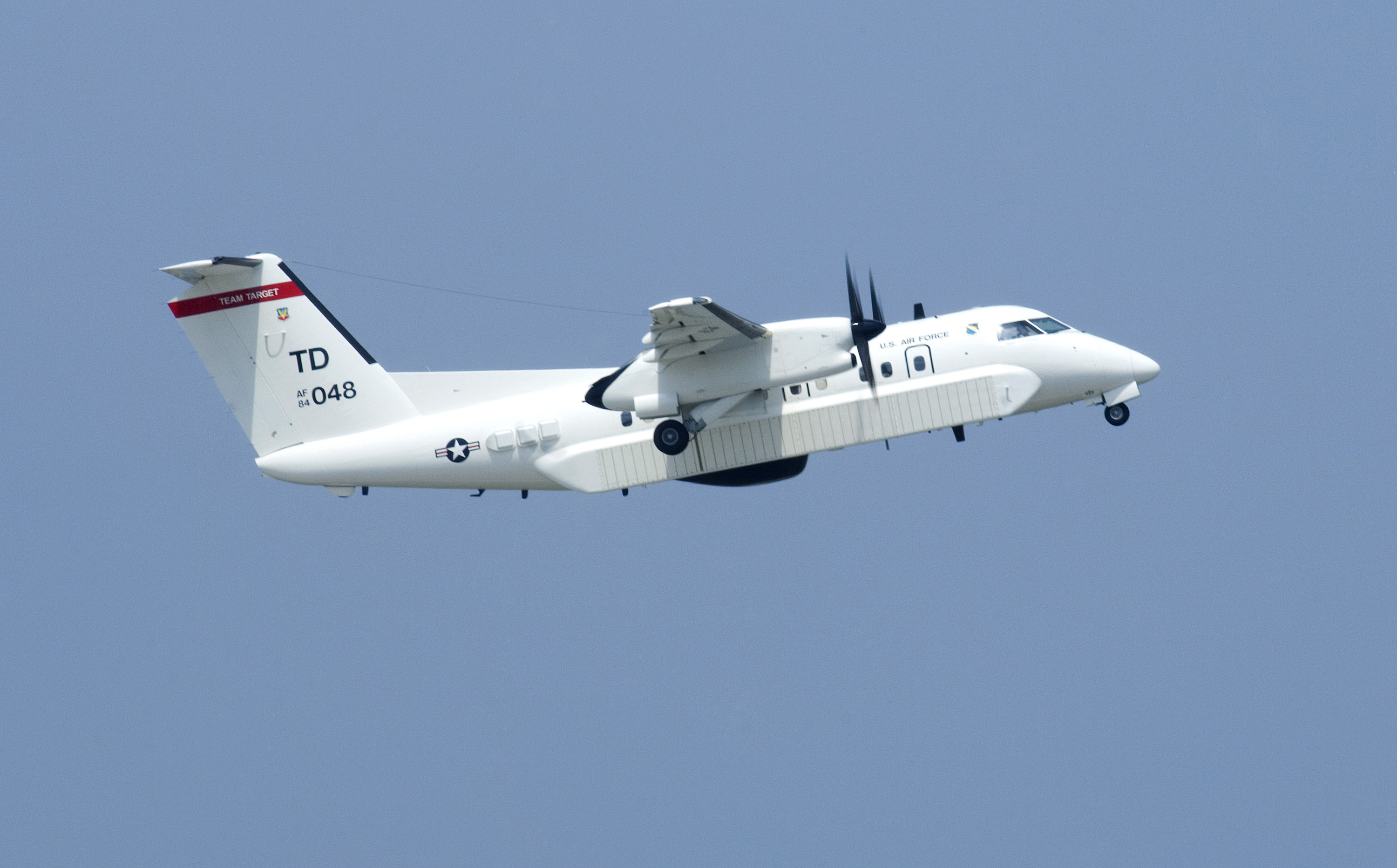
E-9A del 42d ATS

Il 53rd Wing è uno stormo sperimentale dell'Air Combat Command, inquadrato nell'U.S.A.F. Warfare Center. Il suo quartier generale è situato presso la Eglin Air Force Base, in Florida.

## Missione
Il reparto è il centro più importante delle forze aeree da combattimento per la guerra elettronica, gli armamenti e l'avionica, la difesa chimica, la ricognizione e i dispositivi per l'addestramento del personale di volo. Lo stormo è responsabile per i test operativi e la valutazione di nuovi equipaggiamenti e sistemi proposti per l'utilizzo dalle stesse forze aeree. Le attuali iniziative comprendono lo studio di sistemi di auto-protezione avanzata per gli aerei da combattimento, sistemi di supporto alla sopravvivenza degli equipaggi, miglioramenti nella ricognizione aerea, sistemi per il rilascio di nuovi armamenti e miglioramento al supporto logistico e alla manutenzione dell'equipaggiamento.

## Organizzazione attuale
Attualmente, al maggio 2017, esso controlla:
- 53rd Electronic Warfare Group
  -  16th Electronic Warfare Squadron
  -  36th Electronic Warfare Squadron
  -  68th Electronic Warfare Squadron
  -  453rd Electronic Warfare Squadron
  -  513rd Electronic Warfare Squadron
- 53rd Test Management Group
  - 53rd Test Management Squadron
  - 28th Test and Evaluation Squadron
  - 29th Training Systems Squadron
  - 53rd Computer Systems Squadron
  -  59th Test and Evaluation Squadron, distaccato presso la Nellis Air Force Base, Nevada
  - Detachment 1, distaccato presso la Barksdale Air Force Base, Louisiana
  - Detachment 2, distaccato presso la Whiteman Air Force Base, Missouri
  - Detachment 3, distaccato presso la Dyess Air Force Base, Texas
  - Detachment 4, distaccato presso la Creech Air Force Base, Nevada
  -  17th Test Squadron, distaccato presso la Schriever Space Force Base, Colorado
    - Detachment 1
    - Detachment 2, distaccato presso la Cheyenne Mountains Space Force Station, Colorado
    - Detachment 3
    - Detachment 4, distaccato presso la Vandenberg Air Force Base, California
    - Operating Location A, situata presso la Peterson Air Force Base, Colorado
    - Operating Location C, situata presso Colorado Springs, Colorado
- 53rd Test and Evaluation Group, codice OT
  -  31st Test and Evaluation Squadron, distaccato presso la Edwards Air Force Base, California - Equipaggiato con 6 F-35A e RQ-4B Global Hawk
    - Detachment 1, Creech Air Force Base, Nevada - Equipaggiato con MQ-1B Predator

  -  49th Test and Evaluation Squadron, distaccato presso la Barksdale Air Force Base, Louisiana - Equipaggiato con un B-52H
  -  72nd Test and Evaluation Squadron, distaccato presso la Whiteman Air Force Base, Missouri, codice WM - Equipaggiato con un B-2A
  -  85th Test and Evaluation Squadron - Equipaggiato con F-15C/D, 4 F-15E, F-16C/D e 1 F-15EX
  - 88th Test and Evaluation Squadron, distaccato presso la Nellis Air Force Base, Nevada - Equipaggiato con 2 HH-60G, 1 HH-60U e 1 HC-130J
  -  337th Test and Evaluation Squadron, distaccato presso la Dyess Air Force Base, Texas - Equipaggiato con un B-1B
  -  422nd Test and Evaluation Squadron, distaccato presso la Nellis Air Force Base, Nevada - Equipaggiato con 5 A-10C, 3 F-15C, 1 F-15D, 6 F-15E, 7 F-16C, 1 F-16D, 10 F-22A e 8 F-35A
  -  556th Test and Evaluation Squadron, distaccato presso la Creech Air Force Base, Nevada - Equipaggiato con MQ-9 Reaper del 432nd Wing
  - Detachment 2, distaccato presso la Beale Air Force Base, California, codice BB - Equipaggiato con U-2S e RQ-4B Global Hawk
  - Detachment 3, distaccato presso la Nellis Air Force Base, Nevada
- 53rd Weapons Evaluation Group
  - 53rd Test Support Squadron
  - 81st Range Control Squadron
  -  82nd Aerial Targets Squadron, codice TD - Equipaggiato con QF-16, 45 BQM-167 Skeeter e con 2 E-9A Widget, basati presso la Tyndall Air Force Base, Florida
    - Detachment 1, distaccato presso il White Sands Missile Range, Nevada, codice HD - Equipaggiato con QF-16

  - 83rd Fighter Weapons Squadron
  - 86th Fighter Weapons Squadron
    - Detachment 1, distaccato presso la Hill Air Force Base, Utah
- 84th Test and Evaluation Squadron (Total Force)